# Alumniportal Deutschland
O Alumniportal Deutschland é um website sem fins lucrativos que serve para estreitar negócios e gerar uma rede social entre Alumni da Alemanha.
São considerados Alumni da Alemanha todas as pessoas ao redor do mundo que estudaram, pesquisaram, trabalharam, realizaram curso de línguas, realizaram o curso de graduação ou pós graduação e que até mesmo os que participaram de uma viagem técnica na Alemanha. Também são considerados aqueles que concluíram alguma destas atividades através de uma instituição alemã. O uso do Alumniportal Deutschland é gratuito.
O projeto de cooperação é composto por cinco organizações alemãs no campo da cooperação internacional. O portal é financiado pelo Ministério Federal para Cooperação Econômica e Desenvolvimento (Bundesministerium für wirtschaftliche Zusammenarbeit und Entwicklung).

## Conteúdo e objectivos
Através do Alumniportal Deutschland os Alumni da Alemanha podem manter seus contatos com a Alemanha. No portal é possível a construção e aprofundamento de contatos entre Alumni ou com outras organizações alemãs e internacionais, empresas, universidades e outras redes de Alumni. Entre as ofertas do portal estão possibilidades internacionais de trabalho e informações sobre o mercado de trabalho, informações sobre ofertas de cursos de pós graduação e de eventos ao redor do mundo, uma seção editorial com artigos sobre cultura, sociedade, educação, ciência, pesquisa e economia, uma Rúbrica Língua Alemã com ofertas de aprendizado do idioma alemão, bem como uma comunidade para interação entre os Alumni registrados no portal. O Alumniportal é aberto a todos os alumni, independentemente de a estadia na Alemanha ter sido patrocinada por uma organização alemã, ou ter sido financiada por outros recursos. 
A extensa rede de contatos permite que as organizações participantes possam coordenar melhor seus trabalhos com os Alumni. Além disso, é demonstrado claramente o potencial dos Alumni da Alemanha para a cooperação econômica. Ambos Alumni e empresários encontram no portal, colaboradores, especialistas ou parceiros de cooperação.

## História
O trabalho com egressos da graduação e pós-graduação geralmente ocorre quase que exclusivamente dentro das agências de financiamento individual. Estima-se que 80 por cento dos estudantes estrangeiros, o que significa cerca de 14.000 pessoas por ano, são aqueles que financiam seus próprios estudos ou trabalho no exterior (free movers). O contato com estes Alumni requere até hoje em dia um extenso trabalho de pesquisa.
É neste contexto que o Alumniportal Deutschland foi criado. É desta forma com um portal único que podem ser unificadas todas as ações alemãs com seus Alumni e reunidas as diferentes habilidades e potenciais dos Alumni da Alemanha, para seus próprios Alumni, para suas organizações de apoio e para todas as outras empresas e organizações alemãs que ao redor do mundo necessitam de pessoas de contato e colaboradores.
Até agora, existem mais de 32 000 usuários registrados de 184 países (dados de julho de 2011). 

## Concepção
O foco do portal é a comunidade online. Para seu uso é necessário o registro gratuito no website. Alumni podem desenvolver e manter seus contatos na rede social entre si, bem como com organizações e empresas. Além disso, existe a possibilidade dos Alumni criarem Blogs dentro do Alumniportal Deutschland.
Uma área livre, com sub áreas, chamada “Infothek” fornece ao usuário ofertas de vários conteúdos e propostas temáticas para a comunidade. Dentre as sub áreas incluem-se: bolsa de trabalho e emprego Internacional, um calendário de eventos, ofertas em torno do idioma alemão, treinamentos sobre áreas do conhecimento e serviços editoriais nas áreas de economia, pesquisa, ciência e cultura. As Empresas e Instituições podem oferecer vagas ou empregos na Bolsa de Empregos e também podem procurar profissionais locais em um banco de dados de candidatos, divulgar eventos ou para fazer contato e localizar especialistas.
As ofertas do Alumniportal Deutschland estão nos idiomas alemão e inglês. Já a linguagem da comunicação dentro da comunidade é livre.

## Parceiros e Patrocinadores
O Alumniportal Deutschland é uma iniciativa interdisciplinar projetada por cinco organizações não governamentais e sem fins lucrativos de cooperação internacional que são responsáveis pela criação, manutenção e promoção do Alumniportal Deutschland:
- Alexander von Humboldt-Stiftung Fundação Alexander von Humboldt(AvH)
- Centrum für internationale Migration und Entwicklung Centro Internacional para Migração e Desenvolvimento (CIM)
- Deutsche Gesellschaft für Internationale Zusammenarbeit Sociedade Alemã para a Cooperação Internacional (GIZ)
- Deutscher Akademischer Austauschdienst Serviço Alemão de Intercâmbio Acadêmico(DAAD)
- Goethe-Institut Instituto Goethe(GI)

Mais de dez "parceiros estratégicos" apoiam a cooperação, incluindo o Ministério das Relações Exteriores, o Ministério Federal da Educação e Pesquisa e uma variedade de fundações políticas, como a Fundação Friedrich Ebert, Konrad Adenauer Stiftung e a Fundação Heinrich Boell.